# Viharmadarak (film)
A Viharmadarak (eredeti cím: Thunderbirds) 2004-ben bemutatott francia-amerikai-angol sci-fi akció-kalandfilm, amelyet Jonathan Frakes rendezett. A forgatókönyvet William Osborne és Michael McCullers írta, Gerry és Sylvia Anderson Thunderbirds című sorozatának feldolgozásaként. Az eredeti sorozat Supermarionation technológiájával ellentétben ez a film az élőszereplős és a CGI technikák keresztezésével valósult meg. A főbb szerepekben Bill Paxton, Anthony Edwards, Sophia Myles és Ben Kingsley látható.
Az Egyesült Királyságban 2004. július 20-án mutatták be, az Amerikai Egyesült Államokban 2004. július 30-án került a mozikba. A film bevételi és kritikai szempontól is megbukott. Maga Gerry Anderson is úgy fogalmazott, hogy ez a „legnagyobb szarkupac, amit életem során valaha is láttam”. Ugyanakkor Sylvia Anderson dicsérte, mint az eredeti sorozatnak nagyszerű emléket állító művet.

## Cselekmény
A gonosz Hood csapdába ejti az International Rescue vezetőjét, Jeff Tracyt és annak négy fiát a sérült Thunderbird 5 járműben. Célja ellopni a többi Thunderbird járművet és azokkal rablásokat végrehajtani, amelyekért az International Rescue-t fogják hibáztatni. Jeff legkisebb fiának, Alannek és barátainak, Tin-Tinnek és Fermatnak kell megállítania őt.

## Szereplők
| Szerep                       | Színész           | Magyar hang       |
| ---------------------------- | ----------------- | ----------------- |
| Alan Tracy                   | Brady Corbet      | Hamvas Dániel     |
| Jeff Tracy                   | Bill Paxton       | Sztarenki Pál     |
| Hood                         | Ben Kingsley      | Horányi László    |
| Tin-Tin Belagant             | Vanessa Hudgens   | Csifó Dorina      |
| Fermat Hackenbacker          | Soren Fulton      | Jelinek Márk      |
| Lady Penelope Creighton-Ward | Sophia Myles      | Götz Anna         |
| Aloysius Parker              | Ron Cook          | Cs. Németh Lajos  |
| Ray "Gógyi" Hackenbacker     | Anthony Edwards   | Pálfai Péter      |
| Scott Tracy                  | Philip Winchester | Simonyi Balázs    |
| John Tracy                   | Lex Shrapnel      | Barát Attila      |
| Virgil Tracy                 | Dominic Colenso   | Csizmadia Gergely |
| Gordon Tracy                 | Ben Torgersen     | Seder Gábor       |
| Kyrano Belagant              | Bhasker Patel     | Harmath Imre      |
| Onaha                        | Harvey Virdi      | Kocsis Mariann    |
| Sperhakli                    | Deobia Oparei     | Bognár Tamás      |
| Strampli                     | Rose Keegan       | Madarász Éva      |

## Fogadtatás
A film negatív kritikákban részesült, főleg azoktól, akik jobban ismerték az eredeti sorozatot. A The Daily Telegraph kritikusa, Sukhdev Sandhu "katasztrofálisnak" nevezte a filmet, továbbá kritizálta azt a jelenséget is, amikor régi tévésorozatok alapján új filmeket készítenek. Amy Biancolli, a Houston Chronicle kritikusa "egy régi tévésorozat borzalmas újragondolásának" nevezte, ugyanakkor kritikája szerint a három gyereke jobban élvezte a filmet, mint ő. Az Empire magazin kritikusa, Ian Freer szerint a film nem fog nosztalgikus érzést kelteni a Thunderbirds sorozaton felnőtt generáción, és a mostani generáció számára sem fog szórakozást nyújtani.
A Rotten Tomatoes oldalán 19%-ot szerzett 106 kritika alapján.

## Fordítás
- Ez a szócikk részben vagy egészben  a   Thunderbirds (2004 film) című angol Wikipédia-szócikk ezen változatának fordításán alapul.  Az eredeti cikk szerkesztőit annak laptörténete sorolja fel. Ez a jelzés csupán a megfogalmazás eredetét és a szerzői jogokat jelzi, nem szolgál a cikkben szereplő információk forrásmegjelöléseként.